# District de Poitiers
Le district de Poitiers est une ancienne division territoriale française du département de la Vienne de 1790 à 1795.
Il était composé des cantons de Poitiers, Croutelle, Dissais, Jaunais, Lavilledieu, Mirebeau, Neuville, Nouaillé, Saint Julien, Vouillé et Vouzailles.

## Galerie

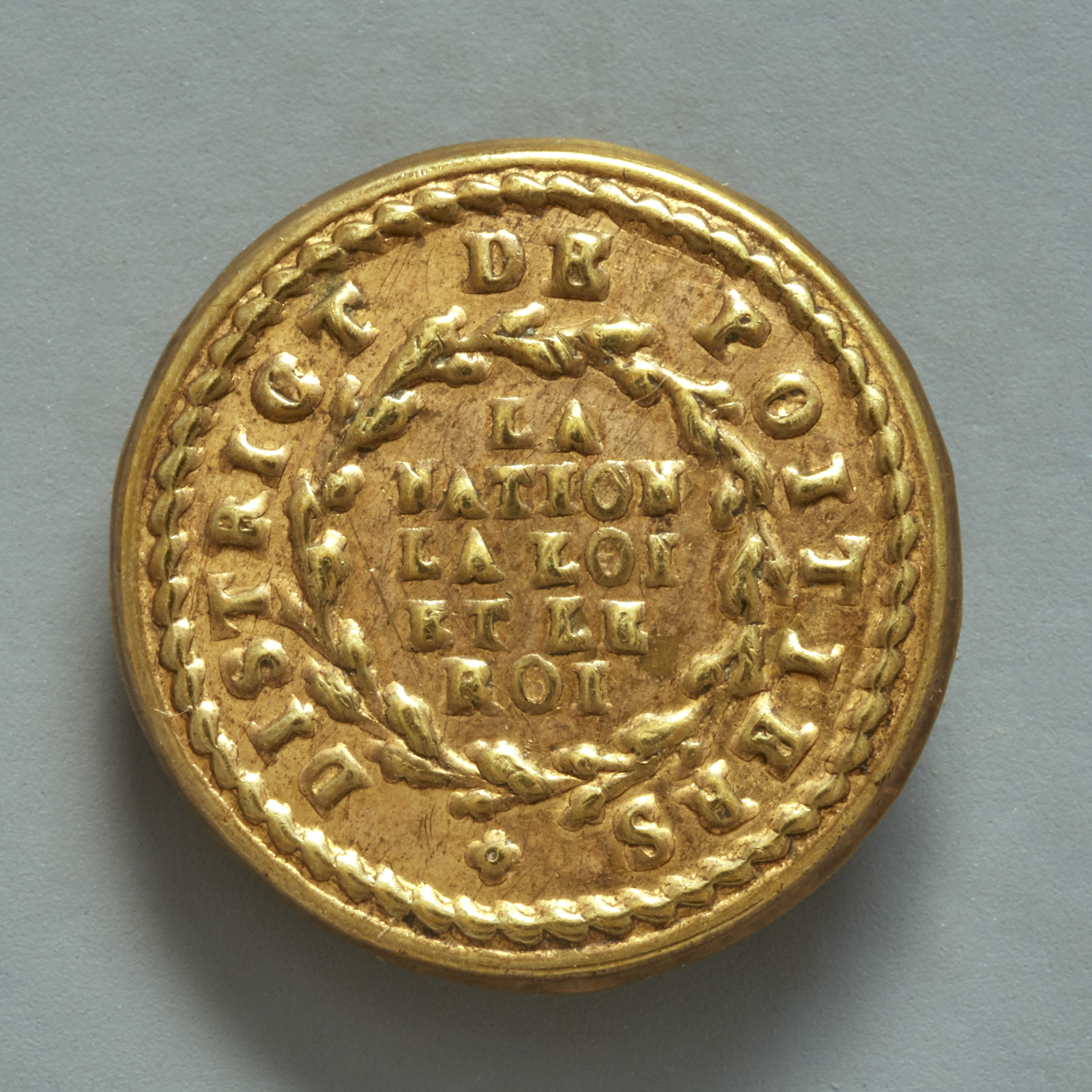
Bouton (musée Carnavalet) :  DISTRICT DE POITIERS